# Puchar Świata w Kolarstwie Szosowym 1990
Puchar Świata w kolarstwie szosowym w sezonie 1990 to druga edycja tej imprezy. Organizowany przez UCI, obejmował trzynaście wyścigów, z których dwanaście odbyło się w Europie, a jeden w Ameryce Północnej. Pierwszy wyścig – Mediolan-San Remo – odbył się 17 marca, a ostatni – Finał PŚ w Lunel – 27 października.
Trofeum sprzed roku bronił Irlandczyk Sean Kelly. Tym razem w klasyfikacji generalnej zwyciężył Włoch Gianni Bugno. Najlepszym teamem ponownie okazał się holenderski PDM-Concorde.

## Kalendarz
| Data  | Wyścig                      | Zwycięzca          | Drugi                | Trzeci              |
| ----- | --------------------------- | ------------------ | -------------------- | ------------------- |
| 17.03 | Mediolan-San Remo           | Gianni Bugno       | Gilles Delion        | Ralf Golz           |
| 01.04 | Ronde van Vlaanderen        | Moreno Argentin    | Rudy Dhaenens        | John Talen          |
| 08.04 | Paryż-Roubaix               | Eddy Planckaert    | Steve Bauer          | Edwig Van Hooydonck |
| 15.04 | Liège-Bastogne-Liège        | Eric Van Lancker   | Jean-Claude Leclercq | Steven Rooks        |
| 21.04 | Amstel Gold Race            | Adrie van der Poel | Luc Roosen           | Jelle Nijdam        |
| 29.07 | Wincanton Classic           | Gianni Bugno       | Sean Kelly           | Rudy Dhaenens       |
| 11.08 | Clásica de San Sebastián    | Miguel Indurain    | Laurent Jalabert     | Sean Kelly          |
| 19.08 | Mistrzostwa Zurychu         | Charly Mottet      | Greg LeMond          | Claudio Chiappucci  |
| 16.09 | Grand Prix de la Libération | PDM-Concorde       | ONCE                 | Buckler             |
| 30.09 | Grand Prix des Amériques    | Franco Ballerini   | Thomas Wegmüller     | Sammie Moreels      |
| 14.10 | Paryż-Tours                 | Rolf Sørensen      | Phil Anderson        | Maurizio Fondriest  |
| 20.10 | Giro di Lombardia           | Gilles Delion      | Pascal Richard       | Charly Mottet       |
| 27.10 | Finał PŚ w Lunel            | Erik Breukink      | Tony Rominger        | Federico Echave     |

## Klasyfikacja indywidualna
| Lp. | Zawodnik           | Team            | Punkty |
| --- | ------------------ | --------------- | ------ |
| 1.  | Gianni Bugno       | Château D’Ax    | 133    |
| 2.  | Rudy Dhaenens      | PDM-Concorde    | 99     |
| 3.  | Sean Kelly         | PDM-Concorde    | 94     |
| 4.  | Franco Ballerini   | Del Tongo       | 89     |
| 5.  | Gilles Delion      | Castorama       | 82     |
| 6.  | Claudio Chiappucci | Amica Chips     | 78     |
| 7.  | Steve Bauer        | Motorola        | 68     |
| 8.  | Thomas Wegmüller   | Festina         | 67     |
| 9.  | Rolf Sørensen      | Landbouwkrediet | 66     |
| 10. | Federico Echave    | CLAS – Cajastur | 65     |

## Klasyfikacja drużynowa
| Lp. | Team                 | Punkty |
| --- | -------------------- | ------ |
| 1.  | PDM-Concorde         | 92     |
| 2.  | Helvetia – La Suisse | 77     |
| 3.  | Panasonic-Sportlife  | 59     |
| 4.  | Ariostea             | 55     |
| 5.  | Weinmann             | 52     |